# Pēteris Vasks
Pēteris Vasks (født 16. april 1946) er en lettisk komponist og kontrabassist.

## Biografi
Vasks blev født i en baptistisk familie. Lærte at spille hans hovedinstrument, kontrabassen, som han spillede i flere orkestre, før han kom ind på musikkonservatoriet i Vilnius, Litauen for at studere komposition. Kunne ikke studere i sit hjemland, fordi det sovjetiske regime undertrykte baptisme.

## Musikken
Hans musik, der har træk af polsk og vesteuropæisk tradition, er programmatisk, han omtaler selv sine værker som beskeder til lytteren.
Han har skrevet mere end 70 værker inden for næsten alle genrer, dog med overvægt af kammer- og kormusik, men også 3 symfonier.

## Udvalgte værker
- Symfoni nr. 1 "Stemmer" (1991) - for strygeorkester
- Symfoni nr. 2 (1998-1999) - for orkester
- Symfoni nr. 3 (2003-2004) - for orkester
- Fløjtekoncert (2009) - for fløjte og orkester